# Заикино Пепелище
Заикино Пепелище — археологический памятник, стоянка эпохи среднего палеолита. Располагается в Дубовском районе Волгоградской области вблизи хутора Челюскинец, на левом берегу верховий Пичужинской балки, в той же балке что и стоянки Челюскинец II и Пичуга. Впервые был обнаружен краеведом С. Г. Краснобаевым в 1987 году. Археологические раскопки проводились экспедицией под руководством Л. В. Кузнецовой в 1988—1991 гг. на правой стороне оврага в месте известном как Заикино Пепелище.
В ходе раскопок археологами было обнаружено, что стоянка является двухслойной. В верхнем слое, датируемом эпохой неолита, были обнаружены два кострища, кости животных и фрагменты керамики. В нижнем слое, который был отнесен к среднему палеолиту, археологи нашли около 1000 костей различных животных и 551 предмет из камня. Кроме них в слое оказались 88 орудий, в большинстве сделанных из кремня — скребла, остроконечники и отщепы. Глубина залегания нижнего слоя составила 1,5—2,6 метра.
На местонахождении Заикино Пепелище слоистая песчано-глинистая толща, включающая культурный слой, термолюминисцентным методом датируется возрастом 130±13,5 тыс. лет, серо-бурая глина из культурного слоя — возрастом 147±20,5 тыс. лет.